# GP La Marseillaise 2002
De 23e editie van de GP La Marseillaise werd gehouden op 5 februari 2002 in Frankrijk. De wielerwedstrijd ging over 144 kilometer en werd gewonnen door de Fransman Xavier Jan gevolgd door Aleksandr Botsjarov en Cyril Dessel.

## Uitslag
| GP La Marseillaise 2002 |                     |                   |          |
| Plaats                  | Naam                | Ploeg             | Tijd     |
| Winnaar                 | Xavier Jan          | Big Mat-Auber 93  | 3u37'23" |
| 2                       | Aleksandr Botsjarov | AG2R Prévoyance   | +7"      |
| 3                       | Cyril Dessel        | Jean Delatour     | +27"     |
| 4                       | Andrea Ferrigato    | Alessio           | +28"     |
| 5                       | Josu Silloniz       | Euskaltel-Euskadi | +30"     |
| 6                       | Jo Planckaert       | Cofidis           | z.t.     |
| 7                       | Giuseppe Palumbo    | De Nardi          | z.t.     |
| 8                       | Oscar Cavagnis      | Landbouwkrediet   | z.t.     |
| 9                       | Paul Van Hyfte      | CSC-Tiscali       | z.t.     |
| 10                      | Pascal Deramé       | Bonjour           | z.t.     |

1980 · 1981 · 1982 · 1983 · 1984 · 1985 · 1986 · 1987 · 1988 · 1989 · 1990 · 1991 · 1992 · 1993 · 1994 · 1995 · 1996 · 1997 · 1998 · 1999 · 2000 · 2001 · 2002 · 2003 · 2004 · 2005 · 2006 · 2007 · 2008 · 2009 · 2010 · 2011 · 2012 · 2013 · 2014 · 2015 · 2016 · 2017 · 2018 · 2019 · 2020 · 2021 · 2022 · 2023 · 2024 · 2025